# Gulshan Hossain
Pour les articles homonymes, voir Hossain.
Syeda Marium Gulshan Hossain dite Gulshan Hossain (née en 1962) est une artiste peintre et artiste d'installation basée à Dacca, au Bangladesh.
Son travail a été largement exposé. Elle est professeure adjointe au département de peinture de l'Université de Développement alternatif (en) de Dacca et est membre de la Société internationale d'art miniature de Floride, aux États-Unis.

## Biographie

### Jeunesse et formation
Syeda Marium Gulshan Hossain naît en 1962.
Elle étudie à l'université de Dacca, où elle obtient un Master of Arts en Sciences politiques en 1987.
Gulshan commence sa carrière en tant qu'artiste autodidacte,. Elle commence à participer à de nombreux ateliers quelques années plus tard et obtient un Bachelor of Fine Arts à l'Université de Développement alternatif (en) en 2006, puis un Master of Fine Arts à la Winchester School of Art (en), de l'Université de Southampton, au Royaume-Uni, en 2008,.

### Carrière artistique

#### Œuvre et style
Selon le Daily Star, ses peintures sont inspirées du mouvement artistique postimpressionniste du début du XXe siècle, combiné aux philosophies véhiculées dans le mouvement postmoderniste. Ses sujets portent généralement sur la nature, l’histoire, les sentiments humains et les questions sociopolitiques, bien qu'elle préfère des sujets abstraits plutôt que figuratifs, pour laisser plus de place à l'interprétation du spectateur.
Elle expérimente avec la gravure, la collagraphie, le monotype, la gravure par ultraviolet et la sérigraphie. Elle participe à plusieurs ateliers de peinture et de gravure au Bangladesh et aux États-Unis.

#### Gulshan Hossein et la guerre de la Libération
Selon le Dhaka Tribune, les expériences que Gulshan Hossein a vécues pendant sa jeunesse influencent grandement son travail. Née dans la famille Syed, de nombreux membres de sa famille ont été victimes de la guerre de libération du Bangladesh en 1971. Comme l'a noté l'éminente critique d'art et journaliste Fayza Haq, tout cela conduit l'artiste à choisir fréquemment cette thématique, les traumatismes humains, les vieilles architectures ou les manoirs abandonnés comme sujets principaux de son travail,,.

### Autres activités
Gulshan Hossain est professeure adjointe au département de peinture de l'Université de Développement alternatif (en) de Dacca et est membre de la Société internationale d'art miniature de Floride, aux États-Unis,.

## Expositions notables
Basée à Dacca, au Bangladesh, son travail a été largement exposé dans son pays et à l'étranger depuis 1993,.
Gulshan Hossain a tenu de nombreuses expositions individuelles depuis 1994, principalement à Dacca, mais aussi en Belgique et au Royaume-Uni.
Elle a également participé à de nombreuses expositions collectives, en particulier l'exposition nationale d'art de l'Académie nationale d'Art du Bangladesh, à diverses biennales — en particulier l'Asian Art Biennial — et symposiums d'art internationaux et à des expositions internationales d'art miniature.

## Prix et distinctions
- Finaliste pour la Distinction à la 5e Biennale Internationale d'Art Miniature, Québec, Canada (2000)[13],[2]
- Mention honorable au 26e Salon international de l'art miniature, Floride, États-Unis (2001)[13],[2]
- Deuxième prix d'Art abstrait et surréaliste au 28e Concours international d'art miniature, Floride, États-Unis (2003)[14],[2]
- Prix national (Dipa Haq Award) à la Biennale nationale d'art, Académie nationale des beaux-arts, Dacca, Bangladesh (2007)[7],[2]
- Prix « Grand prize » et « Star of the Symposium », International Art Symposium Autumn Inspiration Penza, Russie (2012)[15],[16],[17],[2]
- Prix national (prix de la Bengal Foundation (en)) à la Biennale nationale d'art, Académie nationale des beaux-arts, Dacca, Bangladesh (2013)[18],[19],[2]
- « Grand Award », 16e Biennale d'art asiatique, à l'Académie nationale des Beaux-arts et des Arts du spectacle (en), Dacca, Bangladesh (2014)[20],[21],[22],[23],[24],[2]

## Conservation de ses œuvres
- Bangladesh
  - Galerie nationale d'Art, Dacca[2]
  - Ministère des Affaires étrangères, Dacca[2]
  - Bengal Foundation (en)[2]
- Inde
  - Deenanath Mangeshkar Hospital & Research Center, Pune[2]
- Russie
  - Galerie nationale d'Art, Penza[2]

Ainsi que dans de nombreuses collections personnelles, privées ou des galeries